# Magic X
Magic X ist ein Händler für Sexspielzeug und Erotik-Produkte.

## Geschichte
Das Unternehmen wurde 1991 in Winterthur unter dem Namen Beate Uhse Erotic Trends AG gegründet. Die Firma war 16 Jahre lang exklusiver Lizenznehmer der Beate Uhse AG in der Schweiz und hat in dieser Zeit 35 Filialen aufgebaut. Neben dem stationären Handel bildet das Versandgeschäft ein weiteres Standbein des Unternehmens.
Im Jahre 2005 entschloss sich das Unternehmen, den Vertrag mit Beate Uhse zu kündigen und in Zukunft auf die Nutzung der Marke zu verzichten. Das Unternehmen firmierte in „Magic X Retail AG“ um. Zeitgleich begann die Expansion von Magic X in Deutschland. Im Jahre 2007 wurde dort die 6. Filiale eröffnet. Magic X ist in der Schweiz Marktführer im Erotik-Einzelhandel und hat mit 31 Filialen fast doppelt so viele Standorte wie der grösste Mitbewerber.

## Eigenprodukte
Magic X bezeichnet sich als „Erotik-Lifestyle-Anbieter“. Als wichtigste Zielgruppe werden Paare und Frauen genannt. Das Unternehmen präsentiert sich als Anbieter, dessen Sortiment alle Aspekte der Sexualität miteinbeziehen soll. Das bedeutet, dass bei Magic X auch Duftkerzen und Massageöle im Regal stehen.
Im Jahre 2006 begann das Unternehmen Magic X mit der Herstellung einer Linie von Eigenprodukten. Als Erstes wurde eine Kollektion mit Dessous entwickelt, heute bietet Magic X unter anderem Kondome, Gleitmittel, Massageöl, Dessous, Sexspielzeuge und Ratgeber-DVDs unter eigenem Namen an.
Die Zentrale des Unternehmens ist in Winterthur beheimatet. Ein Team von rund 25 Mitarbeiter leitet die verschiedenen Tochterfirmen, den Versand und den stationären Handel in der Schweiz und in Deutschland. Rund 95 weitere Beschäftigte sind im Verkauf und im Logistik-Zentrum des Versandhauses tätig.